# Schloss Thun

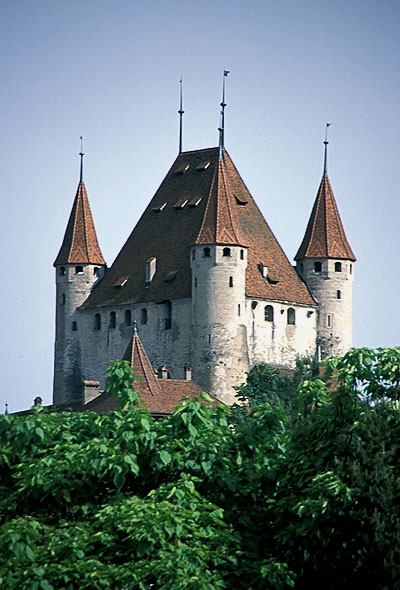
Schloss Thun: Ansicht des Donjons von Südosten

Das Schloss Thun ist eine Burg über der Stadt Thun im Kanton Bern, Schweiz.

## Geschichte
Der riesige Donjon wurde um 1190 von Herzog Berthold V. von Zähringen erbaut. Um 1218 ging er an die Grafen von Kyburg, die den Turm um das oberste Geschoss erweiterten. Seit 1375 war er bernischer Amtssitz, seit 1888 beherbergt er ein historisches Museum. Der Sodbrunnen im Burghof ist 31,6 Meter tief.
Auf den Mauern älterer Vorgängerbauten wurde östlich des Donjons 1429 das sogenannte Neue Schloss errichtet. In diesem im spätgotischen Stil erbauten Gebäude waren Amts- und Wohnräume der bernischen Schultheissen untergebracht. Noch bis Ende 2009 hatte hier das Regionalgericht Berner Oberland seinen Sitz.

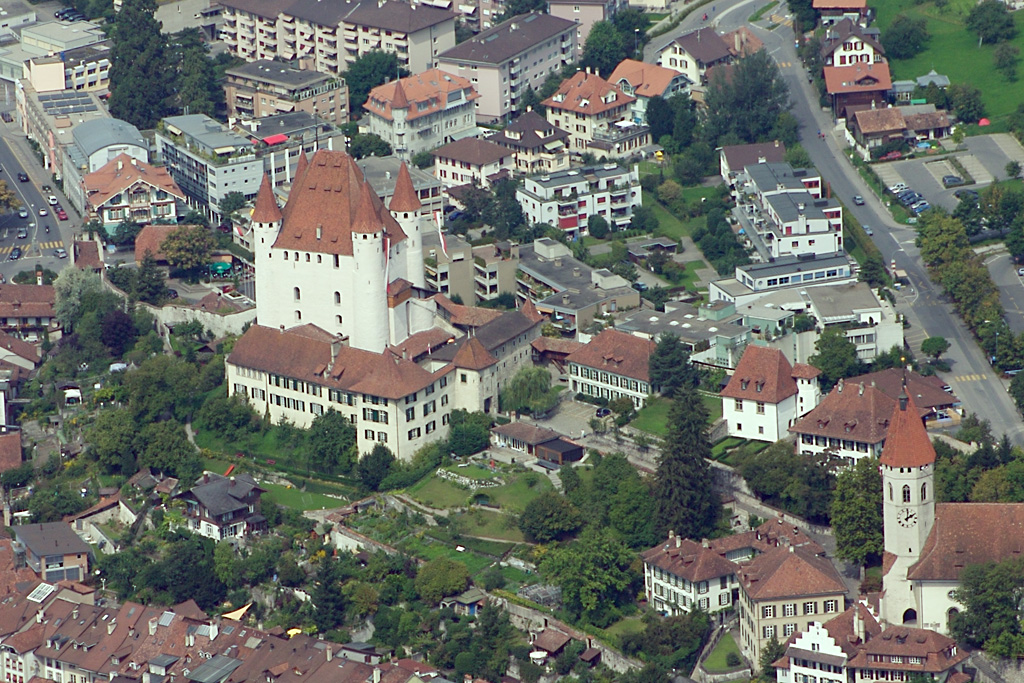
Luftaufnahme (2006)

Am 21. September 2006 beschloss der Stadtrat (Legislative), das Schloss Thun und einen grossen Teil des Schlossberges dem Kanton Bern abzukaufen. Ende Juni 2014 wurde die Anlage nach umfangreichen Renovationsarbeiten wieder eröffnet. Im Neuen Schloss wurden ein Hotel mit Restaurant und ein Tagungszentrum eingerichtet; der Rittersaal im Turm kann für Veranstaltungen gemietet werden. Im Innern des Schlossberges wurde ein Parkhaus errichtet.
Im Schloss ist auf fünf Etagen das Museum Schloss Thun eingerichtet.